# Mario Marti
Mario Marti (Cutrofiano, 19 maggio 1914 – Lecce, 4 febbraio 2015) è stato un critico letterario italiano.
Italianista autorevole, fu apprezzato in Italia e all'estero soprattutto per i suoi studi sulla letteratura dei primi secoli, su quella del Rinascimento e su Leopardi.
Percorse tutti i gradi della carriera accademica, venendo infine nominato professore emerito dell'Università di Lecce.

## Biografia
Nato da genitori entrambi soletani trascorse la sua infanzia a Lecce in Via di Casanello nell'area est della periferia verso la caserma di Santa Rosa.
La famiglia si trasferì poi a Soleto dove costruì una casa con giardino di fronte al piazzale del Convento e dove Mario Marti visse durante il periodo degli studi superiori al Liceo Classico "Colonna" di Galatina.
Allievo di Luigi Russo, Marti studiò presso la Scuola Normale Superiore di Pisa e si laureò nel 1938 in Letteratura italiana presso l'Università di Pisa, discutendo una tesi su Giacomo Leopardi, poi pubblicata a stampa nel 1944. Fu professore incaricato nella neonata università leccese nel 1956.
Nel 1963 fu nominato professore di ruolo in Letteratura Italiana presso la Facoltà di Lettere della stessa università pur mantenendo a Roma il suo centro di studi e di ricerche filologiche.
Dal 01/11/1970 fu docente di Lingua e letteratura italiana presso la facoltà di Magistero dell'Università degli Studi di Bari, venendo eletto preside della Facoltà di Lingue e letterature straniere dell'Università di Bari per il triennio 1971-1973. Da marzo 1971 fu anche docente incaricato fuori sede presso la Facoltà di Lettere dell'Università di Lecce. A decorrere dal 01/11/1971 rassegnò le dimissioni dalla Facoltà di Magistero dell'Università di Bari e si trasferì all'Università di Lecce, dove fu anche preside della Facoltà di Lettere e poi rettore dal 1979 al 1981. 
Morì ultracentenario nel 2015. Dal 2001 era cittadino onorario di Lecce e professore emerito dell'Università. Considerò sempre il Salento e Soleto la sua piccola Patria per una rifondazione della cultura letteraria intesa come ricerca storica dei testi, la loro introduzione critica, le annotazioni, gli indici.

## Opere

### Studi in volume
- La formazione del primo Leopardi, Firenze, G.C. Sansoni, 1944 («Biblioteca del Leonardo», 30).
- Cecco Angiolieri e i poeti autobiografici tra il 200 e il 300, Galatina, Tip. Vergine, 1946.
- Cultura e stile nei poeti giocosi del tempo di Dante, Pisa, Nistri-Lischi, 1953.
- Realismo dantesco e altri studi, Milano-Napoli, Ricciardi, 1961.
- Dal certo al vero. Studi di filologia e di storia, Edizioni dell'Ateneo, Roma, 1962
- Con Dante fra i poeti del suo tempo, Milella, Lecce, 1966
- Il canto 2° del Purgatorio, Le Monnier, Firenze, 1968
- Il mestiere del critico, Milella, Lecce, 1970
- Storia dello Stil nuovo, Milella, Lecce, 1973
- Problemi e testimonianze della civiltà letteraria italiana (volumi 1-6), Le Monnier, Firenze, 1976
- Nuovi contributi dal certo al vero. Studi di filologia e di storia, Longo, Ravenna, 1980
- Dante, Boccaccio,  Leopardi, Liguori editore, 1980
- Donne e madonne salentine fra memoria e democultura, 1982
- Studi su Dante, Congedo Editore editore, Galatina, 1984
- Occasioni salentine, 1986
- Dalla regione per la nazione, Morano editore, Napoli, 1987
- I tempi dell'ultimo Leopardi. Con una giunta su Leopardi e Virgilio , Congedo editore, Galatina, 1988
- Ludovico Ariosto Congedo editore, Galatina, 1989
- Critica letteraria come filologia integrale, Congedo editore, Galatina, 1990
- Ultimi contributi. Dal certo al vero, Congedo editore, Galatina, 1995
- Storie e memorie del mio Salento , Congedo editore, Galatina, 1999
- Soleto in grico ed altra salentineria, Besi editore, 2001
- Amore di Leopardi, La Finestra editrice, 2003
- Da Dante a Croce. Proposte, consensi, dissensi, Congedo editore, Galatina, 2005

### Articoli
- Per una nuova edizione dei sonetti di Cecco Angiolieri, in Convivium, XVIII, Nuova serie I, n. 3, 1950,  pp. 441-450.
- Sui sonetti attribuiti a Cecco Angiolieri, in Giornale storico della letteratura italiana, CXXVII, n. 379, 1950,  pp. 253-275.
- Per un'edizione dei giocosi e di alcune questioni di metrica antica, in La Rassegna della Letteratura Italiana, LIX, n. 1, 1955,  pp. 41-47.

### Curatele
- Poeti giocosi del tempo di Dante, Rizzoli, Milano, 1956
- La prosa del Duecento, Ricciardi, Milano-Napoli, 1959 (in collaborazione con Cesare Segre)
- P. Bembo, Opere in volgare, Sansoni, Firenze, 1961
- I poeti del Dolce stil nuovo, Le Monnier, Firenze, 1969
- Giovanni Boccaccio, Opere Minori in volgare, Rizzoli, Milano, 1969-1972